# Nice Work If You Can Get It: Songs by the Gershwins
| Críticas profissionais | Críticas profissionais |
| Avaliações da crítica  | Avaliações da crítica  |
| Fonte                  | Avaliação              |
| ---------------------- | ---------------------- |
| Allmusic               | [ 1 ]                  |

Nice Work If You Can Get It: Songs by the Gershwins é um álbum do cantor e pianista norte-americano Michael Feinstein, sendo o segundo álbum contendo canções compostas por George Gershwin, seguindo Pure Gershwin (1987) e depois o último Michael & George: Feinstein Sings Gershwin (1998). O álbum foi lançado em 1996 pela Atlantic Records.

## Faixas
1. "Who Cares?" - 3:37
2. "Ask Me Again" - 3:18
3. "Anything for You" - 2:44
4. "Someone to Watch Over Me" - 4:58
5. "Luckiest Man in the World" - 4:38
6. "Fascinating Rhythm" - 7:29
7. "Will You Remember Me?" - 2:49
8. "Nice Work If You Can Get It" - 3:12
9. "Somebody Stole My Heart Away" - 4:50
10. "A Foggy Day"/"Things Are Looking Up" - 6:23
11. "Love Is in the Air" - 3:28
12. "They Can't Take That Away from Me" - 5:30
13. "For You, For Me, For Evermore" - 3:55

Todas as músicas compostas por George Gershwin e todas escritas por Ira Gershwin.